# Мазво-Нидербрюк
Мазво́-Нидербрю́к (фр. Masevaux-Niederbruck) — вновь созданная коммуна на северо-востоке Франции в регионе Гранд-Эст (бывший Эльзас — Шампань — Арденны — Лотарингия), департамент Верхний Рейн, округ Тан — Гебвиллер, кантон Мазво. Коммуна Мазво-Нидербрюк создана слиянием и последующим упразднением коммун Мазво и Нидербрюк. Дата образования новой коммуны — 1 января 2016 года.
Площадь коммуны — 26,99 км², население — 3 798 человек (2015), почтовый индекс: 68290. Состав коммуны:
| Код INSEE | Коммуна   | Французское название | Площадь, км² | Население (2012) |
| --------- | --------- | -------------------- | ------------ | ---------------- |
| 68201     | Мазво     | Masevaux             | 23,21        | 3334             |
| 68233     | Нидербрюк | Niederbruck          | 3,78         | 464              |